# Kommissar Zufall
Kommissar Zufall ist ein im Presse- und Rundfunk-Journalismus verwendeter Begriff, der häufig bei einer überraschenden Aufklärung eines Verbrechens im Verlauf der kriminalpolizeilichen Ermittlungsarbeit verwendet wird. Besonders wird er zitiert, wenn die Ermittlungen vorher trotz großem Aufwand keine Erfolge brachten und die klärenden Indizien zeitlich und örtlich entfernt von den eigentlichen Ermittlungsbemühungen auftauchen beziehungsweise entdeckt werden. Seltener findet man den Begriff im Zusammenhang mit der Unterhaltungsliteratur im Sinne von Deus ex machina.

## Frühe Verwendung
Der Begriff ist ein auf den deutschen Sprachraum beschränktes rhetorisches Stilmittel, das ein unerwartetes Ereignis (Indizfindung) in einem definierten Zusammenhang (polizeiliche Fahndung) als Personifizierung (Kommissar) eines Prinzips (Zufall) darstellt. Eine der ersten Erwähnungen und gleichzeitig kritische Hinterfragung des schlagwortartigen Begriffs findet sich in einem Buch von Hendrik van Bergh Anfang der 1960er Jahre.

## Mitwirkung von Kommissar Zufallbei bekannten Ermittlungen
Besonders bei spektakulären, langwierigen Kriminalfällen, bei denen die ermittelnde Polizei oder eine eigens formierte Sonderkommission unter dem Druck der Öffentlichkeit und der Medien stehen und trotz Großfahndung über längere Zeit keine Erfolge vermelden können, wird bei überraschender Veränderung der Indizienlage Kommissar Zufall zitiert:
- Oetker-Entführung[2]
- Festnahme der RAF-Mitglieder Horst Ludwig Meyer und Andrea Klump[3]
- NSU-Terrortaten[4]

## Verwendung im Krimi-Genre
In der vom Autor konstruierten Handlung eines Kriminalromans oder eines Kriminalfilms ist Kommissar Zufall ein stilistisches Mittel, um eine verfahrene Situation doch noch überraschend aufzulösen. Diese Methode wird von Kritikern auch als Deus ex machina bezeichnet.

## Parallele Verwendung
In Bezug auf Naturwissenschaften findet sich in ähnlicher Verwendung – bei überraschenden Entdeckungen, in Feuilletonartigem, im Roman – der Begriff Professor Zufall, wenn Entdeckungen oder Erfindungen ihren Ursprung in Zufallsbeobachtungen haben.